# Gee (EP Girls' Generation)
Gee è il primo EP del gruppo di idol sudcoreano Girls' Generation, pubblicato il 7 gennaio 2009 dalla SM Entertainment.

## Tracce
1. Gee – 3:20
2. Way to Go! (힘내!) – 3:04
3. Dear Mom – 4:05
4. Destiny – 3:26
5. Let's Talk About Love (힘들어하는 연인들을 위해 For Those in Need) – 4:11